# Timothy Chandler
Timothy Chandler est un joueur international américain de soccer, né le 29 mars 1990 à Francfort-sur-le-Main en Allemagne. Il évolue comme arrière droit ou ailier droit.

## Biographie
Né d'un père militaire afro-américain et d'une mère allemande, Timothy Chandler a choisi de rester en Allemagne avec sa mère.
Il intègre à 11 ans le centre de formation de l'Eintracht Francfort, club de sa ville natale. Il intègre l'équipe réserve à l'âge de 18 ans et y évolue durant deux saisons avant d'être transféré et de signer son premier contrat professionnel avec le 1. FC Nuremberg en 2010.
Le 15 janvier 2011, il joue son premier match professionnel face au Borussia Mönchengladbach. Le 11 février, il marque son premier but professionnel lors d'une victoire (4-1) contre le VfB Stuttgart.

## Sélection nationale
Possédant deux nationalités, américain par son père et allemand par sa mère, Chandler choisi de défendre les couleurs des États-Unis.
Le 26 mars 2011, il fait ses débuts en équipe nationale lors d'un match nul (1-1) en amical contre l'Argentine.

## Palmarès
Eintracht Francfort
- Vainqueur de la Coupe d'Allemagne en 2018.
- Vainqueur de la Ligue Europa en 2022.